# اکیت

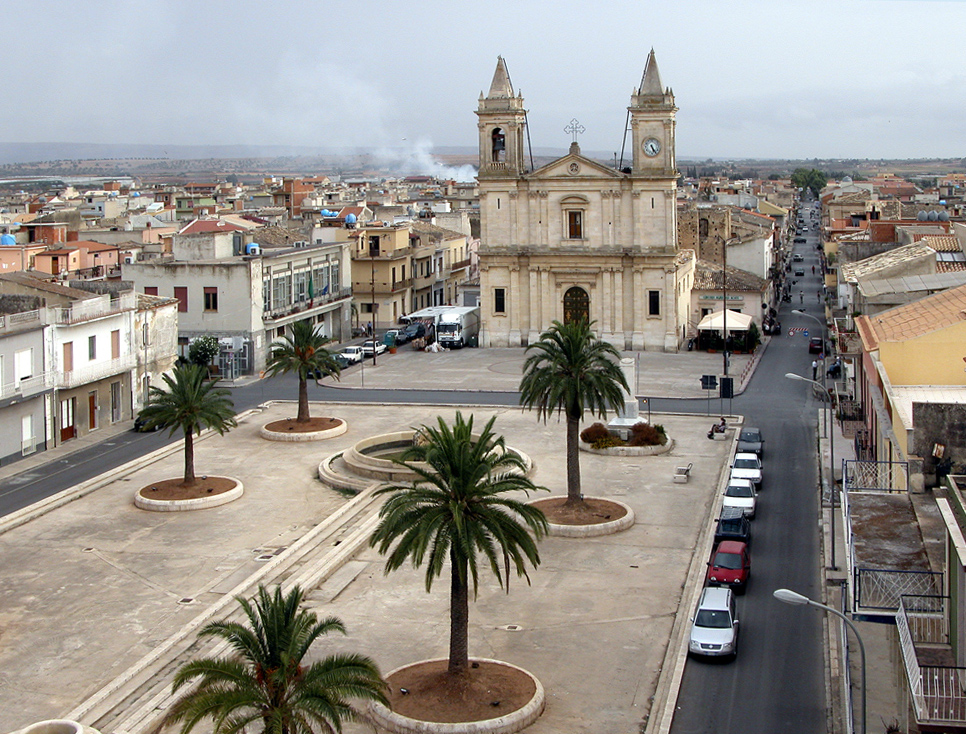

اکیت (به ایتالیایی: Acate) یک سکونتگاه مسکونی در ایتالیا است که در استان راگوسا واقع شده‌است.

## خصوصیات
اکیت ۱۰۱٫۴ کیلومترمربع مساحت و ۸٬۹۶۲ نفر جمعیت دارد و ۱۹۹ متر بالاتر از سطح دریا واقع شده‌است.